# B2FH
B2FH理论是弗雷德·霍伊尔和伯比奇夫妇（傑佛瑞·伯比奇和玛格丽特·伯比奇）、威廉·福勒四人提出關於恆星核合成的一篇著名論文。該篇論文於1957年發表於期刊《现代物理评论》，是恆星物理學的指標性論文。該論文的正式標題為《Synthesis of the Elements in Stars》（恆星中的元素合成），但是該文章常以四人姓氏開頭字母簡稱為「B2FH」。
該篇論文全面性的概括和分析了幾個可能是自然界中元素合成的關鍵步驟和元素相對豐度，並且被認為是今日恆星核合成理論的由來。

## 1957年時的物理學
在 B2FH 論文發表的時代，乔治·伽莫夫主張幾乎所有的元素或原子核都是在大爆炸時形成的。伽莫夫的核合成理論（不可與今日的核合成理論混淆）含義是宇宙中的化學元素豐度很大程度上是固定的。汉斯·贝特和查爾斯·克里奇菲爾德（Charles Critchfield）在1938年共同提出了質子-質子鏈反應，卡尔·冯·魏茨泽克與汉斯·贝特分別於1938和1939年各自獨立提出碳氮氧循環。以上理論分別表明恆星能量來自於氫核融合成氦。因此，1957年時伽莫夫和其他物理學家知道在宇宙中氫和氦的豐度並不是完全固定的。然而，當時的恆星核合成理論並未指出比氦重的元素是如何生成的，因此伽莫夫主張所有的元素都是大爆炸的殘留，而氫和氦的豐度比例有所變化。B2FH 一文則提出了重元素由來的不同理論，並指出所有比鋰重的元素直到鈾都是在恆星內部形成，而非來自大爆炸。而這兩個理論都同意一些輕原子核（氫，以及一些氦和鋰）並不是在恆星內部形成，這導致了現在公認的太初核合成理論的誕生。

## 論文中的物理意義
因為 B2FH 主張除了氫以外，絕大多數元素必定來自恆星，因此他們的論點即恆星核合成理論。本理論和先前理論的主要差異是，B2FH 預測了宇宙的化學演化，而這個過程可以經由恆星光譜的譜線得知。量子力學解釋了不同原子釋放不同波長譜線的原因，並且研究不同恆星光譜可以表示恆星大氣的化學組成。而觀測的結果則指出恆星重元素的含量（金屬量）和年齡（紅移）關係是明顯的負相關，也就是越晚形成的恆星金屬量越高。
太初核合成理論告訴我們，早期的宇宙只含有輕元素，所以我們可以預期最早一批形成的恆星只含有最輕的三種元素氫、氦和鋰。恆星結構和赫羅圖指出恆星的壽命很大程度上取決於初始質量，所以大質量恆星壽命很短，小質量恆星壽命則長得多。當恆星死亡時，B2FH 理論主張死亡的恆星將提供星際物質中的重元素（指所有比鋰重的元素），而這些星際物質是形成新恆星的材料。這主張和恆星金屬量與紅移負相關的觀測結果一致。
B2FH 理論主張的恆星核核成理論也提及了原子核物理學和天文物理學相關細節。透過仔細分析核素圖，該理論提出者們預測了不同環境的恆星下所觀測到的不同化學元素豐度，以及必定會在恆星內發生的核反應過程。該論文中除了其他事項以外，作者們預測了P-過程、R-過程和S-過程以考慮到比鐵重的元素合成，而這些論點後來也得到證實。

## 論文的編寫
伯比奇夫婦寫下了該論文的第一版草稿，並結合廣泛的觀測與實驗資料以支持這項理論。霍伊爾和福勒也在早期草稿中參與甚多。傑佛瑞·伯比奇後來表示一些人誤解福勒是他的團隊的領導者。2008年傑佛瑞寫下「在這個團隊中並沒有領導者」，「我們都做出了極大貢獻」。

## 認可
因為這項理論確立了核天体物理学的基礎，威廉·福勒因為他的貢獻獲得1983年諾貝爾物理學獎的一半獎金。部分人士認為弗雷德·霍伊尔在這項議題上也獲得類似的學術認可，並主張他的非正統大爆炸論點讓他無法得到諾貝爾獎。
傑佛瑞·伯比奇於2008年寫下：「霍伊爾應該因為這項工作和他的其他貢獻得到諾貝爾獎。根據我和他的私人通信，我相信他未能得獎的主要原因是他排斥福勒是團隊的領導者」。伯比奇表示這種看法是不正確的，他並且指出霍伊爾自1946年起發表的較早期論文中可看出霍伊爾是恆星核合成理論的提出者。並且在1954年時，伯比奇表示：「霍伊爾在這部分的貢獻被忽視了，因為他是發表在當時相當剛成立的天文物理的期刊（該期刊的第一卷），而較晚發表的 B2FH 則是發表在已經相當有名的物理學期刊《現代物理評論》」。當 B2FH 論文首次發表，它的預印本已經在原子核物理學界廣泛流傳。福勒因此在原子核物理學界是相當著名的領導人物，而加州理工學院的新聞單位則傳播 B2FH 這個詞。
2007年在美國加州帕萨迪纳舉辦了 B2FH 論文發表50周年紀念研討會。

## 外部連結
- B2FH paper (Direct PDF download link （页面存档备份，存于）). Free to read.